# Medicinale Anglicum

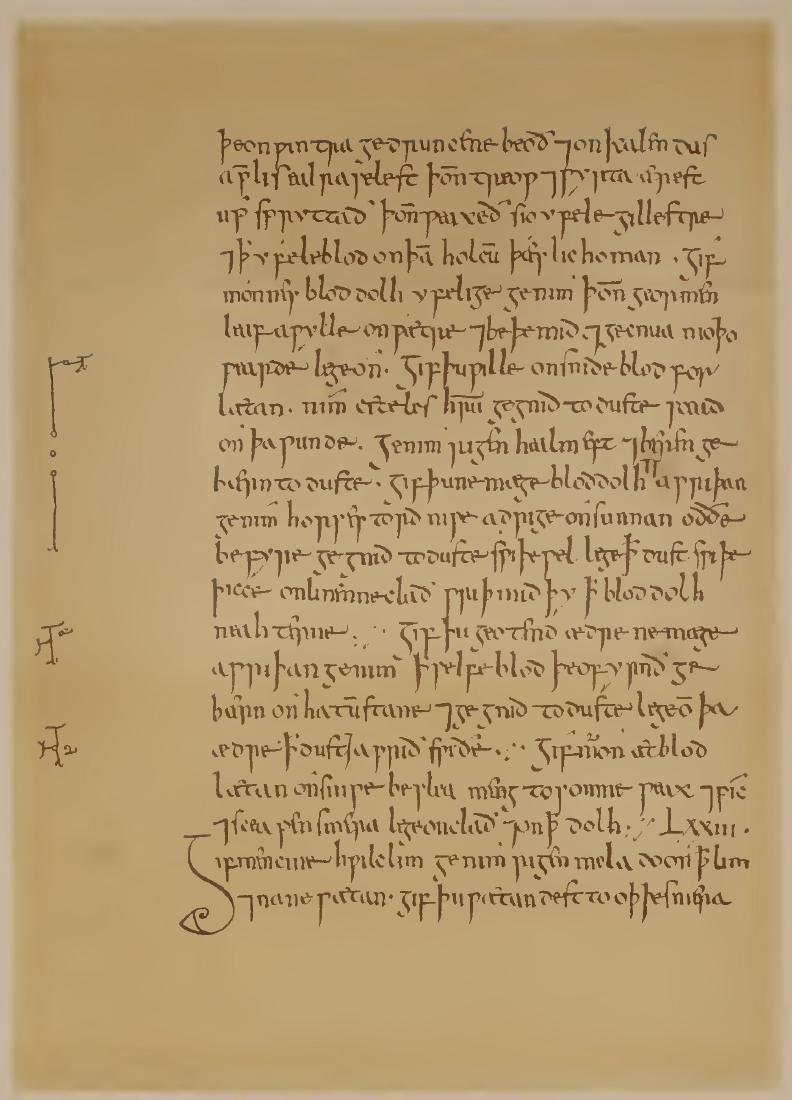
Uma cópia de uma página de Medicinale Anglicum (British Royal Library MS 12 D XVII)

Medicinale Anglicum é um manuscrito inglês antigo contendo instruções sobre diversos tratamentos médicos mantido pela Biblioteca Britânica Este manuscrito também é conhecido como "Bald's Leechbook" e leva este nome a partir de um verso cólofon latino no final do segundo livro que começa com a seguinte frase: "habet Bald hunc librum Cild quem conscribere iussit", que significa "Bald é dono desse livro que ele ordenou Cild compilar".